# Törpe szakállasagáma
A törpe szakállasagáma (Pogona minor) a hüllők (Reptilia) osztályának a pikkelyes hüllők (Squamata) rendjéhez, ezen belül a gyíkok (Sauria vagy Lacertilia) alrendjéhez, a leguánalakúak (Iguania) alrendágához és az agámafélék (Agamidae) családjához tartozó gyík faj.

## Előfordulása
Főleg Nyugat- és Közép-Ausztráliában, roppant nagy területen, igen változatos környezetben fordul elő. Megtalálhatjuk a nedvesebb erdőkben, a félsivatagokban és a sivatagokat is.

## Megjelenése
Egyes tudósok összevonják a Wallabi-szigeti szakállasagámával és Mitchell szakállasagámájával, de előbbitől megkülönbözteti a gerince melletti tövissor hiánya, utóbbitól pedig, hogy a fején sincs vaskos tüskesor. Alapszíne világosbarna. Orra csúcsától széles, sötétebb barna sáv húzódik a hátsó lábakig. A kifejlett egyedek hossza elérheti az 50 cm-t.

## Külső hivatkozások
- Szakállas agámák /POGONA/